# Estheria atripes
Estheria atripes là một loài ruồi trong họ Tachinidae.